# Holstnuten
Der Holstnuten ist ein Berggipfel in der Heimefrontfjella des ostantarktischen Königin-Maud-Lands. In den Kottasbergen ragt er südwestlich des Lütkennupen auf.
Wissenschaftler des Norwegischen Polarinstituts benannten ihn nach dem Kai Christian Middelthon Holst (1913–1945), einem Anführer der Widerstandsbewegung in Lillehammer gegen die deutsche Besatzung Norwegens im Zweiten Weltkrieg, der am 27. Juni 1945 in Stockholm vermutlich von dort verbliebenen Mitarbeitern des Auslandsgeheimdienstes des Dritten Reichs ermordet wurde.